# 民雄 (大字)
民雄，原稱打貓，是臺灣嘉義縣民雄鄉的一個傳統地域名稱，位於該鄉中部偏西北。相較於今日行政區，其範圍大致包括東榮村不含北端凸出部分及南端凸出部分、中樂村、西安村不含西北端、福權村東南端及南端。

## 歷史
台灣日治初期，民雄地區為一街庄，稱為「打貓街」，隸屬於打貓南堡。該街北與蕃仔庄、頂藔庄、崙仔頂庄為鄰，東與東勢湖庄為鄰，南邊為鴨母坔庄，西南邊及西邊為菁埔庄。
1901年（日治明治三十四年）11月，全台設置二十廳，該街隸屬於嘉義廳。1909年（明治四十二年）10月，合併二十廳為十二廳，該街仍隸屬於嘉義廳。1920年（大正九年），廢十二廳改設五州二廳，該街改制並雅化為「民雄」大字，隸屬於臺南州嘉義郡民雄庄。
戰後民雄庄改制為民雄鄉，隸屬於臺南縣，大字亦改制為村。1950年雲、嘉、南分治，民雄鄉改隸屬於嘉義縣。

## 聚落
本地區發展較早的聚落有打貓、下塗庫等，在日治期初期的官方地圖上已有記載。

## 交通
- 台鐵民雄車站
- 中山高速公路
- 省道台1線
- 縣道164號
- 鄉道嘉79線

## 學校
- 協志工商
- 民雄國中
- 民雄國小

## 文化資產
- 大士爺廟（縣定古蹟）

## 其他廟宇
- 保安宮騎虎王廟